# 湖州经济技术开发区
湖州经济技术开发区是位于浙江省湖州市的国家级经济技术开发区。区内设湖州高新技术产业园区、浙江省湖州台商投资区、浙江省留学人员湖州创业园区。

## 简介
开发区位于吴兴区，成立于1992年，2010年3月升格为国家级开发区。规划面积80平方公里，委托管辖杨家埠镇、凤凰街道和康山街道，行政管辖面积144平方公里（40个行政村，13个社区），常住人口12.5万，流动人口8万。由凤凰分区、西南分区、西塞山分区、康山分区四个区块构成。
初步形成的主导产业有汽配机电、生物医药、新材料、新能源、环保设备、电子信息和食品加工业。
2019年4月30日，浙江省人民政府发文同意设立湖州南太湖新区，湖州经济技术开发区正式纳入南太湖新区管辖范围。

## 著名公司
有160家规模以上企业，包括美国陶氏化工、日本三菱、英美资源股份、德国巴斯夫、台湾统一集团等世界500强和国际著名企业。

## 交通
318国道、104国道、长湖申航道、宣杭铁路、杭湖宁高速公路、申苏浙皖高速公路、申嘉湖高速公路都在区内通过。杭湖宁城际轨道建成后，湖州到杭州只需半小时，到南京只需1小时。